# Маґні
Маґні — в германо-скандинавській міфології син бога Тора та велетки Ярнсакси, якому в Рагнарок судилося заволодіти молотом Тора.

## Народження Маґні
У країні велетнів, на бенкеті в дружньому будинкові Тор зустрів велетку Ярнсаксу, яка сподобалась йому. Він відвіз її до Асгарду, де вона народила сина Маґні.
Дружина Одіна Фрігг напророчила хлопчикові велике майбутнє, а три віщі норни передрекли, що він у всьому перевершить батька, а в майбутньому буде носити молот Мйольнір.

## Порятунок батька
Вже коли Маґні сповнилося три ночі від народження, він міг похвалитися великою силою. Після сутички Тора з Грунґніром, коли нога велетня притиснула бога, хлопчик без зусиль допоміг йому звільнитись. Потім він (у віці трьох ночей) попросив вьольву на ім'я Ґроа допомогти позбавити Тора від шматка точила в голові, який лишився від битви з велетнем.

## Введення в рід
Позаяк Ярнсакса не була законною дружиною Тора, то хлопчика слід було ввести в рід, аби підтвердити його приналежність до Асів. Бенкет відбувався в Егіра, хазяїна підводного світу. Локі намагався завадити цьому, але його з ганьбою вигнали зі свята. Маґні було введено в рід й відтоді він часто супроводжував Тора в його подорожах.

## Маґні в під час Рагнареку
Повертаючись з нижнього світу (Гельгейму) боги побачили давній курган, в якому спала стара вьольва. Вона розповіла богам про Рагнарок. В цій битві Маґні судилося втратити батька та успадкувати його молот, продовжуючи битву. Після перемоги він, разом з іншими богами, створить новий світ з новими порядками, який буде нагадувати часи молодості минулих богів, найкращі часи старого світу.